# 安妮特·克卢格
安妮特·克卢格（德語：Annette Klug，1969年1月24日—），德国女子击剑运动员，主攻花剑。她曾代表西德参加1988年夏季奥林匹克运动会击剑比赛，获得女子团体花剑金牌。